# Eugenia Golea
Eugenia Golea (n. 10 martie 1971, București, România) este o gimnastă română de talie mondială, actualmente retrasă din activitatea competițională, laureată cu argint olimpic la Seul 1988.  Eugenia Golea face parte din rândul foarte rarelor gimnaste care a obținut "perfect ten".